# Clavatula coronata
Clavatula coronata là một loài ốc biển, là động vật thân mềm chân bụng sống ở biển trong họ Clavatulidae.